# Шолаккаргали
Шолаккаргали́ (каз. Шолаққарғалы) — село у складі Жамбильського району Алматинської області Казахстану. Входить до складу Шолаккаргалинського сільського округу.
До 1993 року село називалось База заготскот.
Населення — 684 особи (2021; 528 у 2009, 424 у 1999, 491 у 1989).